# (30865) 1992 EH8
1992 إي إتش 8 (ويعرف أيضًا باسم (30865) 1992 إي إتش 8 وفق تسمية الكوكب الصغير) (بالإنجليزية: 1992 EH8)‏ هو كويكب ضمن حزام الكويكبات؛ وترتيبه 30865 من حيث الاكتشاف.
اكتُشف هذا الجُرم الفلكي بواسطة مسح أوبسالا-إسو للكويكبات والمذنبات ‏ في 2 مارس 1992.

## وصلات خارجية
- (30865) 1992 EH8 في قاعدة بيانات مختبر الدفع النفاث لأجرام النظام الشمسي الصغيرة

- الاكتشاف · مخطط المدار ·  العناصر المدارية · المعلمات المادية

- (30865) 1992 EH8 على موقع ويكي سكاي: DSS2, SDSS, GALEX, IRAS, Hydrogen α, X-Ray, Astrophoto, Sky Map, Articles and images